# Parodia filmowa

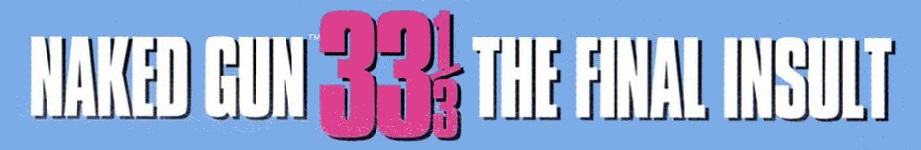
Logo filmu Naga broń 33⅓: Ostateczna zniewaga (1994).

Parodia filmowa – podgatunek filmu komediowego, który ma na celu ośmieszanie innych dzieł oraz prześmiewcze naśladownictwo istniejącego dzieła bądź gatunku. Jest ona jedną z form pastiszu filmowego, który bazuje na innych dziełach, wyolbrzymiając ich charakterystyczne cechy, naśladując styl i podejmując intertekstualną grę z widzem. Jedynie parodia czyni to jednak w celu wyśmiania pierwowzoru. Czasem ma to charakter czystej zabawy, a niekiedy satyrycznej polemiki z oryginałem. Parodia jest spokrewniona z satyrą, z wyjątkiem tego, że parodia jest częściej wyrazem uznania, podczas gdy satyra częściej wskazuje główne wady obiektu poprzez wyśmiewanie.

## Historia
Pierwszą parodią w historii był Mały napad na pociąg (1905), który naśmiewa się z Napadu na ekspres (1903). Historycznie rzecz biorąc, kiedy formuła gatunkowa się męczy, jak w przypadku moralistycznych melodramatów z 1910, zachowuje wartość tylko jako parodia, o czym świadczą krótkometrażówki Bustera Keatona, które kpiły z tego gatunku melodramatu.
Do wpływowych aktorów i twórców parodii z pierwszej połowy XX wieku należeli bracia Marx (działający w latach 1905–1949), WC Fields (1898–1946), Mae West (1907–1978), Flip i Flap (1927–1955) czy też Bob Hope (1924–1998).
Lata 70. i 80. uznaje się za „złoty wiek” filmów parodystycznych, tworzonych przez takich tuzów, jak Mel Brooks czy tzw. „trio ZAZ”, czyli tercet reżyserski Jerry’ego i Davida Zuckerów oraz Jima Abrahamsa. Do najsłynniejszych parodii Brooksa należały: Płonące siodła (1974), Młody Frankenstein (1974) i Kosmiczne jaja (1987). Trio ZAZ jest najbardziej znane ze swouch filmów parodiujących wiele gatunków z lat 60. i 70. (od filmu eksploatacyjnego po kino kung-fu): The Kentucky Fried Movie (1977) oraz Czy leci z nami pilot? (1980). Woody Allen nakręcił także w tamtych czasie kilka parodii.
W XXI wieku rosnąca dostępność aparatów cyfrowych (a następnie smartfonów), które mogły nagrywać wideo, oraz dostępne oprogramowanie do edycji umożliwiły amatorom i początkującym profesjonalistom tworzenie parodii i publikowanie ich w Internecie.